# 지식재산권 보호 법안
지식재산권 보호 법안(정식 명칭: 경제적 창의성에 대한 실질적 온라인 위협 및 지식재산권 침해 방지 법안, Preventing Real Online Threats to Economic Creativity and Theft of Intellectual Property Act of 2011, PROTECT IP Act, PIPA)은 미국 정부와 저작권 소유자가 저작권을 침해하거나 위조품을 만드는 웹사이트(특히 미국 이외의 지역에 등록된 웹사이트)로의 접속을 제한하게 하는 수단을 명시한 법안으로 2011년 5월 12일 미국 민주당의 패트릭 레이히 상원의원과 초당파 공동발의자 11명이 발의하였다. 이 법안은 2011년 5월 26일 상원 법사위원회를 통과하였으나 미국 민주당의 론 와이든 상원의원이 법안에 대해 보류를 요청했다.

## 내용
지식재산권 보호 법안은 불법 복제물, 위조품 또는 반디지털권리관리기술을 배포하는 행위를 법률 위반 행위로 규정한다. 사실상 또는 정황상 앞에서 언급한 행위에 가담하기 위한 수단이나 그 행위를 가능하게 하거나 용이하게 하는 수단으로 웹사이트가 주요하게 사용된다면 법률 위반 행위가 존재한다. 이 법안은 미국 이외의 지역에서 등록되어 운영되는 불량 웹사이트에 대한 법집행을 강화하고 미국 법무부가 위반 행위를 하는 웹사이트를 상대로 법원 명령을 요청할 수 있게 한다.

## 논란
미국 의회가 상원의 지식재산권 보호 법안(PIPA)과 이 법안과 유사한 하원에서 발의한 온라인 저작권 침해 금지 법안(SOPA)으로 인터넷에 대한 규제를 강화하는 것에 대해 논란이 일고 있다. 구글, 페이스북, 위키백과 등 인터넷 업체는 표현의 자유를 침해한다며 법안 상정을 반대하고 있다.
2012년 2월 7일에는 모질라 재단, EFF, 레딧, 퍼블릭날리지, 오픈콩그래스, 휴먼라이트워치 등 75개 기업, 단체가 연합으로 의회에 온라인저작권침해금지법안(SOPA)과 지식재산권보호법안(PIPA) 법제화 중단을 촉구하는 공개서한을 미국 의회로 보냈다.

## 반응
2012년 1월 14일, 백악관 관리가 다음과 같은 성명을 게시했다:
"온라인 저작권 침해 방지를 다툴 때 적법한 행위를 검열하는 가능성이 없게 해야 하며, 역동적 중소기업의 혁신을 저해하지 않아야 한다." 그리고 "새로운 사이버 보안 위험을 만들거나 인터넷의 기반 구조를 깨뜨리지 않도록 해야 한다."

## 같이 보기
- 온라인 저작권 침해 금지 법안
- 지식 재산권
- 표현의 자유